# Секуана
Секвана је богиња из келтске митологије, богиња реке Сене. Имао је важно светилиште северозападно од Дижона. 